# 段家寨乡
段家寨乡，是中华人民共和国山西省忻州市静乐县下辖的一个乡镇级行政单位。

## 行政区划
段家寨乡下辖以下地区：
永安镇村、苍峪沟村、张湾村、段家寨村、杨梁村、贺丰村、闹林沟村、五家庄村、沟口村、木瓜山村、东镇村、岔上村、石门子村、小沟滩村、梁家村、四方沟村、砚子村和段家村。